# Nine Perfect Strangers
Nine Perfect Strangers ist eine US-amerikanische Drama-TV-Miniserie, die auf dem gleichnamigen Roman von Liane Moriarty aus dem Jahr 2018 basiert. Erstellt von David E. Kelley, der die Serie zusammen mit John-Henry Butterworth entwickelt hat, wurde die Serie am 18. August 2021 auf Hulu uraufgeführt. Obwohl die Serie ursprünglich als Miniserie in Auftrag gegeben wurde, wurde sie im Mai 2023 um eine zweite Staffel verlängert.

## Handlung
Nine Perfect Strangers folgt neun sehr verschiedenen Menschen, die in Tranquillum House ankommen, einem geheimnisvollen Wellness-Resort, das „totale Transformation“ verspricht. Nach und nach verfallen die Gäste dem Zauber der rätselhaften Masha (gespielt von Nicole Kidman), die vor nichts zurückschreckt, um sie zu heilen.

## Besetzung und Synchronisation
Nine Perfect Strangers wurde bei der FFS Film- & Fernseh-Synchron unter der Dialogregie von Dietmar Wunder nach einem Dialogbuch von Claudia Sander synchronisiert.
| Darsteller       | Sprecher            | Rolle              |
| ---------------- | ------------------- | ------------------ |
| Nicole Kidman    | Petra Barthel       | Masha Dmitrichenko |
| Melissa McCarthy | Anke Reitzenstein   | Francis Welty      |
| Samara Weaving   | Lisa May-Mitsching  | Jessica Chandler   |
| Bobby Cannavale  | Charles Rettinghaus | Tony Hogburn       |
| Luke Evans       | Sascha Rotermund    | Lars Lee           |
| Michael Shannon  | Oliver Stritzel     | Napoleon Marconi   |
| Tiffany Boone    | Marieke Oeffinger   | Delilah            |
| Melvin Gregg     | Kaze Uzumaki        | Ben Chandler       |
| Regina Hall      | Bianca Krahl        | Carmel Schneider   |
| Manny Jacinto    | Bastian Sierich     | Yao                |
| Asher Keddie     | Maud Ackermann      | Heather Marconi    |
| Hal Cumpston     | Julian Tennstedt    | Zach Marconi       |
| Grace Van Patten | Derya Akyol         | Zoe Marconi        |
| Zoe Terakes      |                     | Glory              |
| Aras Aydın       | David Brizzi        | Matteo             |

## Episodenliste
| Folge | Original-Titel        | Dt. Titel                            | Datum d. Erstausstrahlung |
| ----- | --------------------- | ------------------------------------ | ------------------------- |
| 1     | Random Acts of Mayhem | Eine explosive Mischung              | 18.08.2021                |
| 2     | The Critical Path     | Der kritische Pfad                   | 18.08.2021                |
| 3     | Earth Day             | Der Tag der Erde                     | 18.08.2021                |
| 4     | Brave New World       | Schöne neue Welt                     | 25.08.2021                |
| 5     | Sweet Surrender       | Süße Hingabe                         | 01.09.2021                |
| 6     | Motherlode            | Jackpot                              | 08.09.2021                |
| 7     | Wheels on the Bus     | Die Räder am Bus                     | 15.09.2021                |
| 8     | Ever After            | Und wenn sie nicht gestorben sind... | 22.09.2021                |

## Rezeption
Beim Wertungsaggregator Rotten Tomatoes erreichte die erste Staffel bei Kritikern einen Zustimmungswert von 61 %, basierend auf 107 Bewertungen. Die Redaktion des Lexikon des internationalen Films vergab vier von fünf Sternen. Es lobt die Serie als „Bravourstück an Situationskomik und spannender Charakterzeichnung“, bei der „[e]in exzellentes Ensemble und spannende motivische Widerhaken […] für hintersinnige Unterhaltung rund um die Neurosen einer Gesellschaft im Selbstoptimierungswahn [sorgen]“.